# Homlokrés nélküli legyek
A homlokrés nélküli legyek a rovarok közé tartozó kétszárnyúak (Diptera) rendjében a valódilégy-alakúak (Muscomorpha) alrendág egyik csoportja.

## Jellemzésük
Homlokpárnájuk rövid, olykor jelentéktelen. Az ívvarrat alig látható. Pupáriumuk felnyitására nincs külön szervük. Homlokhólyagjuk igen kezdetleges, így a bábbőr felrepedésének vonala változatos.